# Campeonato Paranaense de Futsal Feminino de 2014
O Campeonato Paranaense de Futsal Feminino de 2014, foi a 8ª edição da principal divisão do futsal feminino no Paraná. A disputa ocorreu entre 9 clubes, sob organização da Federação Paranaense de Futsal.

## Regulamento
Primeira Fase
As nove equipes jogam em turno e returno, com jogos de ida e volta, classificando-se as 4 mais bem colocadas para a etapa seguinte;
Segunda Fase (Quartas de Final)
As equipes que ocuparem da 4ª a 6ª colocação  serão divididos em duas chaves, jogando em Play-Off eliminatório de duas partidas, em caso de empate ou vitórias alternadas, a decisão será na prorrogação com vantagem  do empate, nesta, para a equipe de melhor campanha na Primeira Fase para ficar com a vaga. As melhores posicionadas da Primeira Fase, jogarão a segunda partida em casa. Classificam-se para à Terceira Fase (Semi-Final) as equipes vencedoras de cada chave.
Terceira Fase (Semi-Final)
Os dois classificados disputam contra o 1º e o 2° colocado da Primeira Fase, as semifinais do torneio. Portanto, serão divididos em duas chaves, jogando em Play-Off eliminatório de duas partidas, em caso de empate ou vitórias alternadas, a decisão será na prorrogação com vantagem  do empate, nesta, para a equipe de melhor campanha na Primeira Fase para ficar com a vaga. As melhores posicionadas da Primeira Fase, jogarão a segunda partida em casa. Classificam-se para à Quarta Fase (Final) as equipes vencedoras de cada chave.
Quarta Fase (Final)
Os dois times vencedores, disputam a grande final do torneio a fim de definir o campeão da edição. A decisão ocorrerá em duas partidas, em caso de empate ou vitórias alternadas, a decisão será na prorrogação com vantagem  do empate, nesta, para a equipe de melhor campanha na Primeira Fase. título. O melhor posicionado da Primeira Fase, jogará a segunda partida em casa.
Critérios de Desempate
1. Equipe de melhor índice técnico (soma dos pontos ganhos);
2. Confronto direto somente quando envolver duas equipes na Fase;
3. Gol Average: O número de gols marcados dividido pelo número de gols sofridos, classifica a equipe que obtiver o maior quociente;
4. Menor média de gols sofridos na Fase (número de gols sofridos divididos pelo número de jogos);
5. Maior média de gols marcados na Fase (número de gols feitos dividido pelo número de jogos);
6. Maior saldo;
7. Sorteio.

## Participantes em2014
| Clube      | Cidade         | Em 2013         | Ginásio                       | Títulos            |
| ---------- | -------------- | --------------- | ----------------------------- | ------------------ |
| Aquarius   | Telêmaco Borba | 5º (Paranaense) | Heitor Alencar Furtado        | 0 (não possui)     |
| Cianorte   | Cianorte       | 1º (Paranaense) | Tancredo Neves                | 1 (último em 2013) |
| Colombo    | Colombo        | Licenciado      | Ginásio de Esportes Rio Verde | 0 (não possui).    |
| Guarapuava | Guarapuava     | 6º (Paranaense) | Joaquim Prestes               | 0 (não possui)     |
| Londrina   | Londrina       | 3º (Paranaense) | Moringão                      | 4 (último em 2010) |
| Maringá    | Maringá        | 7º (Paranaense) | Chico Neto                    | 0 (não possui)     |

## Primeira Fase
| Pos | Times      | Pts | J  | V  | E | D | GP | GC | SG  | GA   | %     | Classificação                          |
| --- | ---------- | --- | -- | -- | - | - | -- | -- | --- | ---- | ----- | -------------------------------------- |
| 1   | Cianorte   | 30  | 10 | 10 | 0 | 0 | 52 | 8  | 44  | 6,50 | 100%  | Classificados para as Semifinais       |
| 2   | Aquarius   | 18  | 10 | 6  | 4 | 0 | 45 | 30 | 15  | 1,50 | 60%   | Classificados para as Semifinais       |
| 3   | Guarapuava | 18  | 10 | 5  | 2 | 3 | 32 | 21 | 11  | 3,20 | 56,6% | Classificados para as Quartas de Final |
| 4   | Londrina   | 16  | 10 | 5  | 4 | 1 | 41 | 26 | 15  | 1,58 | 53,3% | Classificados para as Quartas de Final |
| 5   | Colombo    | 4   | 10 | 1  | 1 | 8 | 20 | 50 | -30 | 0,40 | 13,3% | Classificados para as Quartas de Final |
| 6   | Maringá    | 3   | 10 | 1  | 0 | 9 | 10 | 65 | -55 | 0,15 | 10%   | Classificados para as Quartas de Final |

### Confrontos
Para ler a tabela, a linha horizontal representa os jogos da equipe como mandante. A coluna vertical indica os jogos da equipe como visitante.
|            | AQU  | CIA | COL | GUA | LON | MAR |
| ---------- | ---- | --- | --- | --- | --- | --- |
| Aquarius   | —    | 3–5 | 7–4 | 1–2 | 5–2 | 5–3 |
| Cianorte   | 4–0  | —   | 8–1 | 4–1 | 3–1 | 8–0 |
| Colombo    | 2–6  | 0–4 | —   | 1–1 | 5–8 | 5–0 |
| Guarapuava | 6–2  | 1–3 | 5–0 | —   | 2–5 | 3–3 |
| Londrina   | 1–2  | 1–5 | 8–0 | 3–3 | —   | 6–0 |
| Maringá    | 1–14 | 0–8 | 3–2 | 1–7 | 1–6 | —   |

| Vitória do mandante; Vitória do visitante; Empate. | Em vermelho os jogos da próxima rodada; Em negrito os jogos "clássicos". |

### Desempenho por rodada
Clubes que lideraram o campeonato ao final de cada rodada
| Rodadas | Rodadas | Rodadas | Rodadas | Rodadas | Rodadas | Rodadas | Rodadas | Rodadas | Rodadas |
| ------- | ------- | ------- | ------- | ------- | ------- | ------- | ------- | ------- | ------- |
| 1       | 2       | 3       | 4       | 5       | 6       | 7       | 8       | 9       | 10      |
| CIA     |         |         |         |         |         |         |         |         |         |

Clubes que ficaram na última posição do campeonato ao final de cada rodada
| Rodadas | Rodadas | Rodadas | Rodadas | Rodadas | Rodadas | Rodadas | Rodadas | Rodadas | Rodadas |
| ------- | ------- | ------- | ------- | ------- | ------- | ------- | ------- | ------- | ------- |
| 1       | 2       | 3       | 4       | 5       | 6       | 7       | 8       | 9       | 10      |
| MAR     |         |         |         |         |         |         |         |         |         |

## Play-Offs
|  | Quartas de Final | Quartas de Final | Quartas de Final |  |  | Semifinal | Semifinal  | Semifinal |  |  | Final          | Final          | Final          |
|  |                  |                  |                  |  |  |           |            |           |  |  |                |                |                |
|  |                  |                  |                  |  |  | 2         | Aquarius   | 3(2)      |  |  |                |                |                |
|  | 3                | Guarapuava       | 7(3)             |  |  | 3         | Guarapuava | 2(2)      |  |  |                |                |                |
|  | 6                | Maringá          | 1(0)             |  |  |           |            |           |  |  | 1              | Cianorte       | 5(6)           |
|  |                  |                  |                  |  |  |           |            |           |  |  | 2              | Aquarius       | 2(2)           |
|  |                  |                  |                  |  |  | 1         | Cianorte   | 7(7)      |  |  |                |                |                |
|  | 4                | Londrina (Pro)   | 0(10)1           |  |  | 4         | Londrina   | 1(2)      |  |  | Terceiro lugar | Terceiro lugar | Terceiro lugar |
|  | 5                | Colombo          | 3(1)0            |  |  |           |            |           |  |  | 3              | Guarapuava     | 2              |
|  |                  |                  |                  |  |  |           |            |           |  |  | 4              | Londrina       | 4              |

## Final

### Primeiro jogo
| 29 de novembro | Aquarius              | 2 - 5     | Cianorte                                                                  | Telemaco borba, Ginásio Heitor Alencar Furtado                                                                                |
| (UTC−3)        | Andreia 17:53' 25:35' | Relatório | Clauciele 16:10' · Raphaella 21:09' 24:39' 35:10' · Maria Leidjane 38:21' | Árbitro: Flávio Marques Árbitro2:Rodrigo de Jesus Camargo Cronometrista:Patrick Alberto Lipsk Anotador:Nelson Depetris Junior |

### Segundo jogo
| 6 de dezembro | Cianorte                                                                                          | 6 - 2     | Aquarius                      | Cianorte, Ginásio Tancredo Neves                                                                                         |
| (UTC−3)       | Maria Leidjane 02:37' 33:40' · Clauciele 10:24' · Bianca 17:09' · Raphaella 17:44' · Ellen 17:09' | Relatório | Raquel 26:11' · Emilly 36:58' | Árbitro: Katiucia Meneguzzi dos Santos Árbitro2:Regina Celia Mota Cronometrista:Rosemeri Ferreira Anotador:Madalena Cruz |

## Artilharia
| Posição | Jogadora  | Clube      | Gols |
| ------- | --------- | ---------- | ---- |
| 1       | Emilly    | Aquarius   | 17   |
| 2       | Lisiane   | Londrina   | 16   |
| 3       | Clauciele | Cianorte   | 15   |
| 4       | Dayane    | Colombo    | 13   |
| 5       | Raiene    | Guarapuava | 11   |

## Premiação
| Campeonato Paranaense de Futsal Feminino de 2014             |
| ------------------------------------------------------------ |
| Cianorte Associação de Futsal e Esportes Campeão (2º título) |